# Flensburg (Minnesota)
Flensburg és una població dels Estats Units a l'estat de Minnesota. Segons el cens del 2000 tenia 244 habitants.

## Demografia
Segons el cens del 2000, Flensburg tenia 244 habitants, 89 habitatges, i 63 famílies. La densitat de població era de 13,6 habitants per km².
Dels 89 habitatges en un 33,7% hi vivien nens de menys de 18 anys, en un 56,2% hi vivien parelles casades, en un 10,1% dones solteres, i en un 28,1% no eren unitats familiars. En el 28,1% dels habitatges hi vivien persones soles el 15,7% de les quals corresponia a persones de 65 anys o més que vivien soles. El nombre mitjà de persones vivint en cada habitatge era de 2,71 i el nombre mitjà de persones que vivien en cada família era de 3,33.
Per edats la població es repartia de la següent manera: un 31,1% tenia menys de 18 anys, un 8,6% entre 18 i 24, un 23,4% entre 25 i 44, un 19,7% de 45 a 60 i un 17,2% 65 anys o més.
L'edat mediana era de 35 anys. Per cada 100 dones de 18 o més anys hi havia 100 homes.
La renda mediana per habitatge era de 34.107 $ i la renda mediana per família de 43.125 $. Els homes tenien una renda mediana de 28.750 $ mentre que les dones 21.750 $. La renda per capita de la població era de 15.652 $. Entorn del 4,4% de les famílies i el 8,2% de la població estaven per davall del llindar de pobresa.

## Poblacions més properes
El següent diagrama mostra les poblacions més properes.